# Râul Izvorul Pietrei
Râul Izvorul Pietrei este un curs de apă, afluent al râului Telcișor. 